# Vårfrukyrkan i Rosario
Vårfrukyrkan i Rosario (portugisiska: Igreja da Nossa Senhora do Rosario) ligger i provinsen Kwanza Norte, Angola. Kyrkan började byggas  1603 på order av den portugisiske guvernören Manuel Cerveira Pereira.

## Ett framtida världsarv
Kyrkan är sedan november 1996 uppsatt på Angolas tentativa världsarv.